# 渋川市

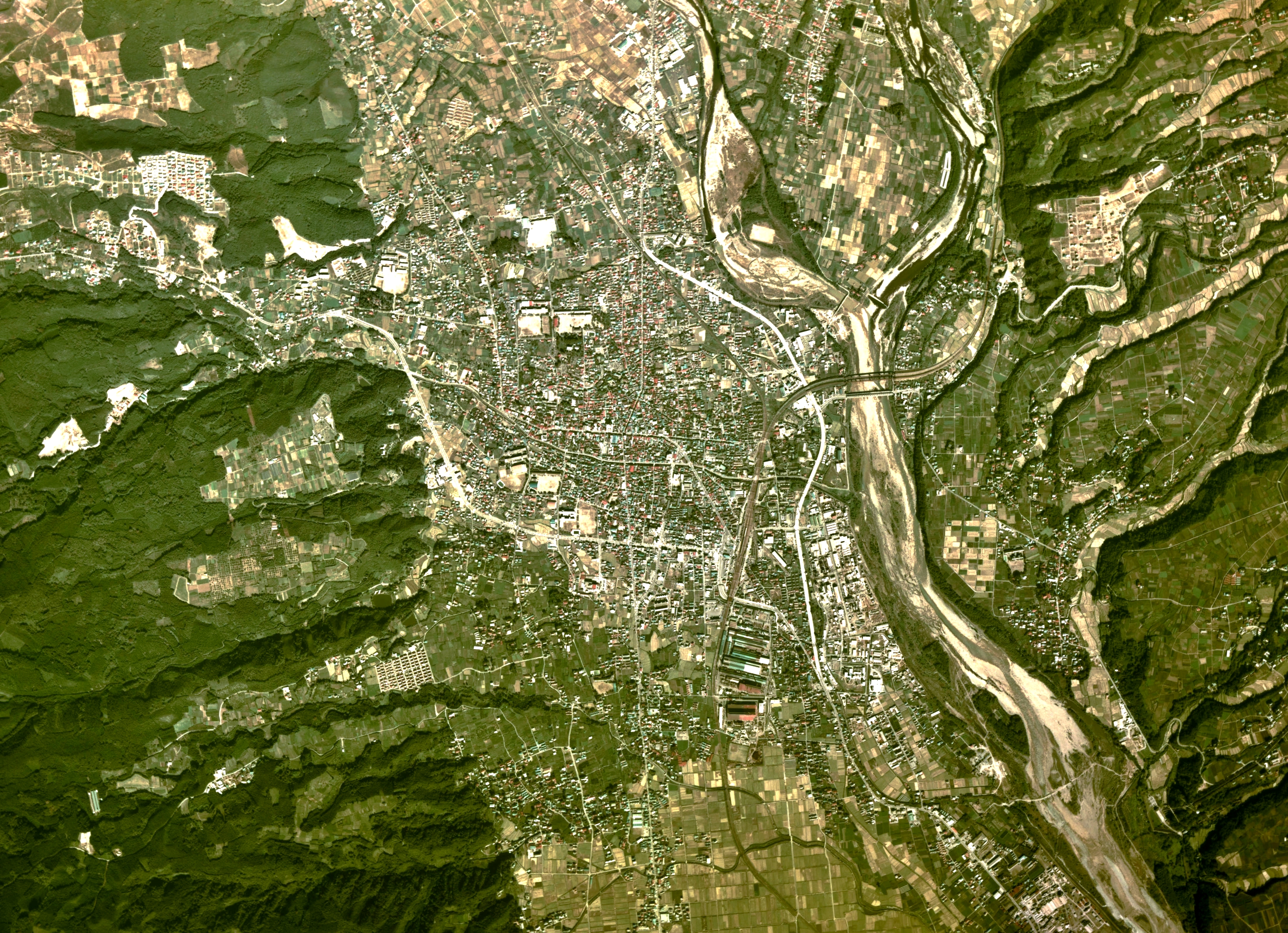
渋川市中心部周辺の空中写真。
1975年撮影の2枚を合成作成。。

渋川市（しぶかわし）は、群馬県のほぼ中央、関東平野の最北西端に位置する市。東京都心から、およそ120 kmの距離にある。
古くから宿場町として、近代でも県内の交通の要衝として栄えてきた。

## 市勢
- 面積：240.42km2
- 人口：87,468人
  - 男性：42,717人
  - 女性：44,751人
- 世帯数：29,240世帯
- 人口密度：363.81人/km2

（2005年国勢調査速報）

## 地理
- 日本列島（沖縄は除く）のほぼ中央に位置し、日本のへその一つである。
- 西にそびえる榛名山の裾野にあり、東に赤城山を望み、北には子持山と小野子山がそびえる。北から利根川、西から吾妻川が流れ市内白井で合流する。
- 上述の通り、関東平野の最北西端に位置している。
- 広さ：東西：6 km、南北：10 km、周囲：40 km

## 歴史
高崎から金古を経由する三国街道の宿場町で、加えて本庄から総社を経由する佐渡奉行街道が合流する交通の要衝として栄えた。1613年（慶長18年）に町割が始まったとされ、上ノ町・中ノ町・下ノ町の3町に問屋が置かれた。本陣・脇本陣は置かれなかったが、江戸時代後期には越後の諸大名や佐渡奉行が宿泊している。
六斎市が開かれる市場町でもあり、上ノ町で2日と17日、中ノ町で7日と22日、下ノ町で12日と27日に開かれていた。初市は1630年（寛永7年）。
応永年間に始まったとされる馬市も有名で、春・夏・冬の年3回開かれていた。

### 沿革
- 1889年（明治22年）4月1日 - 町村制施行により、西群馬郡に渋川町・金島村・古巻村・豊秋村が誕生。
- 1896年（明治29年）4月1日 - 西群馬郡と片岡郡が合併し、群馬郡が発足。
- 1949年（昭和24年）10月1日 - 群馬郡から北群馬郡が分立。
- 1954年（昭和29年）4月1日 - 北群馬郡渋川町・金島村・古巻村・豊秋村の1町3村の合併により（旧）渋川市が発足。
- 1984年（昭和59年） - 「日本のまんなかへそのまち」を宣言。
- 1996年（平成8年） - オーストラリア、ローガン市と友好都市提携。
- 1999年（平成11年） - 全国へそサミットが開催される。
- 2000年（平成12年） - 「イタリアのへそ」フォリーニョ市と姉妹都市提携。
- 2006年（平成18年）2月20日 - （旧）渋川市と北群馬郡伊香保町・小野上村・子持村、勢多郡赤城村・北橘村の新設合併により、現在の渋川市となった。

### 合併後の住所表記
従来の地名より「大字」を外した地名に変更となった。
- 旧・渋川市は大字なしの地区（市制施行以前の旧渋川町域）が「渋川」となった。それ以外の地区は変更なし。（それまでの渋川地区では小字毎に郵便番号が振られていたが、これを機に「渋川」で統一された。）
  - 例1：渋川市大字なし→渋川市渋川
  - 例2：渋川市大字石原→渋川市石原
- 旧子持村と小野上村は渋川市の後に大字名が付く。
  - 例1：北群馬郡子持村大字白井→渋川市白井
  - 例2：北群馬郡小野上村大字小野子→渋川市小野子
- 旧伊香保町、旧赤城村と旧北橘村は渋川市の後に「伊香保町」、「赤城町」、「北橘町」とそれぞれ付き、その後に大字名が付く。
  - 例1：北群馬郡伊香保町伊香保→渋川市伊香保町伊香保
  - 例2：勢多郡赤城村大字津久田→渋川市赤城町津久田
  - 例3：勢多郡北橘村大字小室→渋川市北橘町小室
    - 北橘地区は読みを「きたたちばな」から「ほっきつ」に変更した。

## 地域

### 渋川地域（旧渋川市）

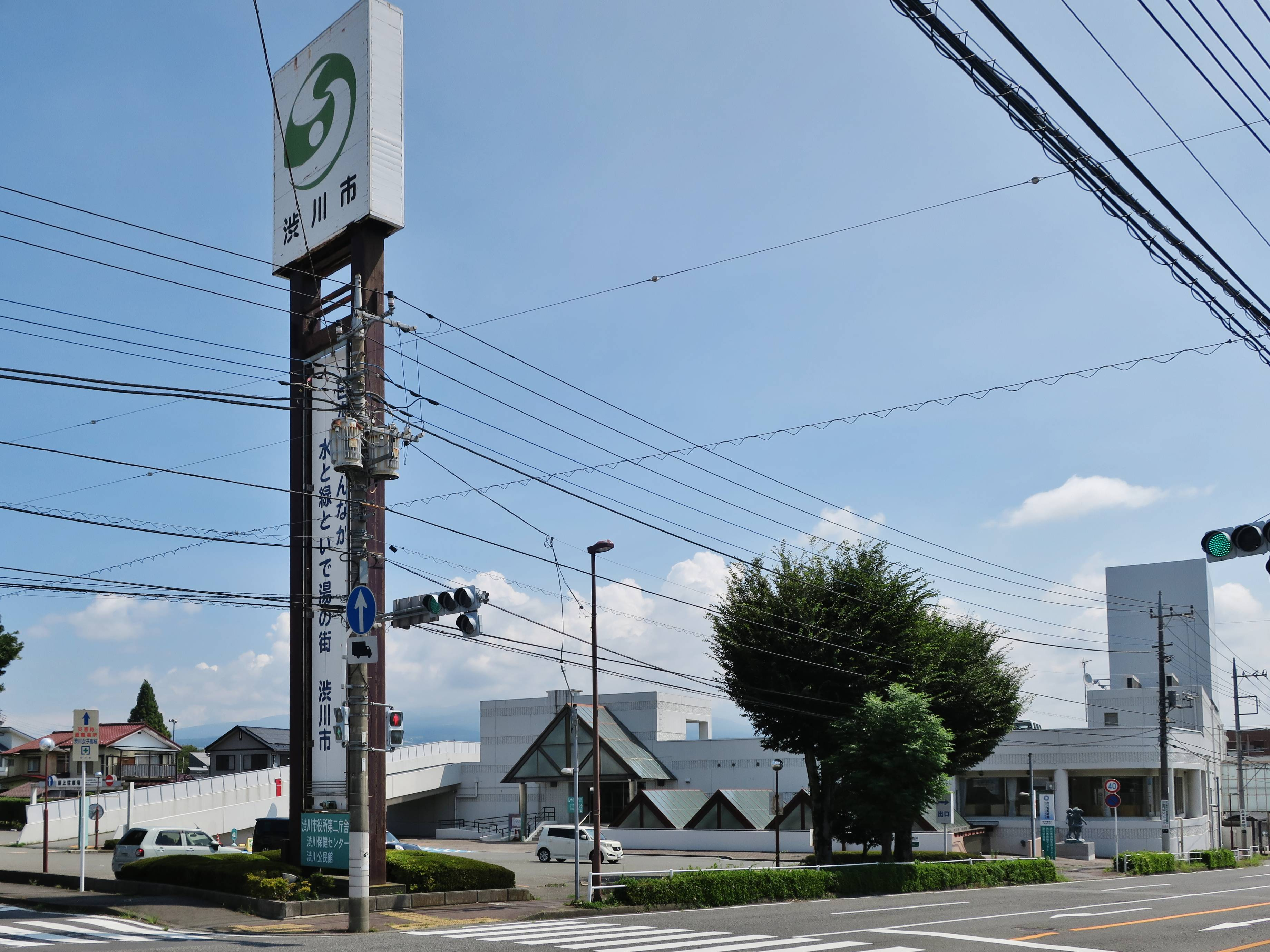
渋川市役所第二庁舎

2006年（平成18年）2月20日までの旧渋川市にあたる地域。

#### 渋川地区
1954年（昭和29年）4月1日までの北群馬郡渋川町。2006年（平成18年）2月20日までは大字がなく、渋川市の次に番地がきていた。便宜的に小字についても掲載する。現在は前述のとおり「渋川市渋川」となっている。
- 渋川
  - 大崎
  - 明保野
  - 上郷
  - 東町
  - 上ノ町
  - 入沢
  - 川原町
  - 裏宿
  - 坂下町
  - 下郷
  - 中ノ町
  - 下ノ町
  - 並木町
  - 新町
  - 藤ノ木
  - 辰巳町
  - 本町
  - 長塚町
  - 御蔭
  - 南町
  - 元町
  - 寄居町

#### 金島地区
1954年（昭和29年）4月1日までの北群馬郡金島村にあたる地域であり、合併により旧渋川市となった地域。
- 阿久津（あくつ）
- 祖母島（うばしま）
- 金井（かない）
- 川島（かわしま）
- 南牧（なんもく）

#### 古巻地区
1954年（昭和29年）4月1日までの北群馬郡古巻村にあたる地域であり、合併により旧渋川市となった地域。
- 有馬（ありま）
- 半田（はんだ）
- 八木原（やぎはら）

#### 豊秋地区
1954年（昭和29年）4月1日までの北群馬郡豊秋村にあたる地域であり、合併により旧渋川市となった地域。
- 石原（いしはら）
- 中村（なかむら）
- 行幸田（みゆきだ）

### 伊香保地域

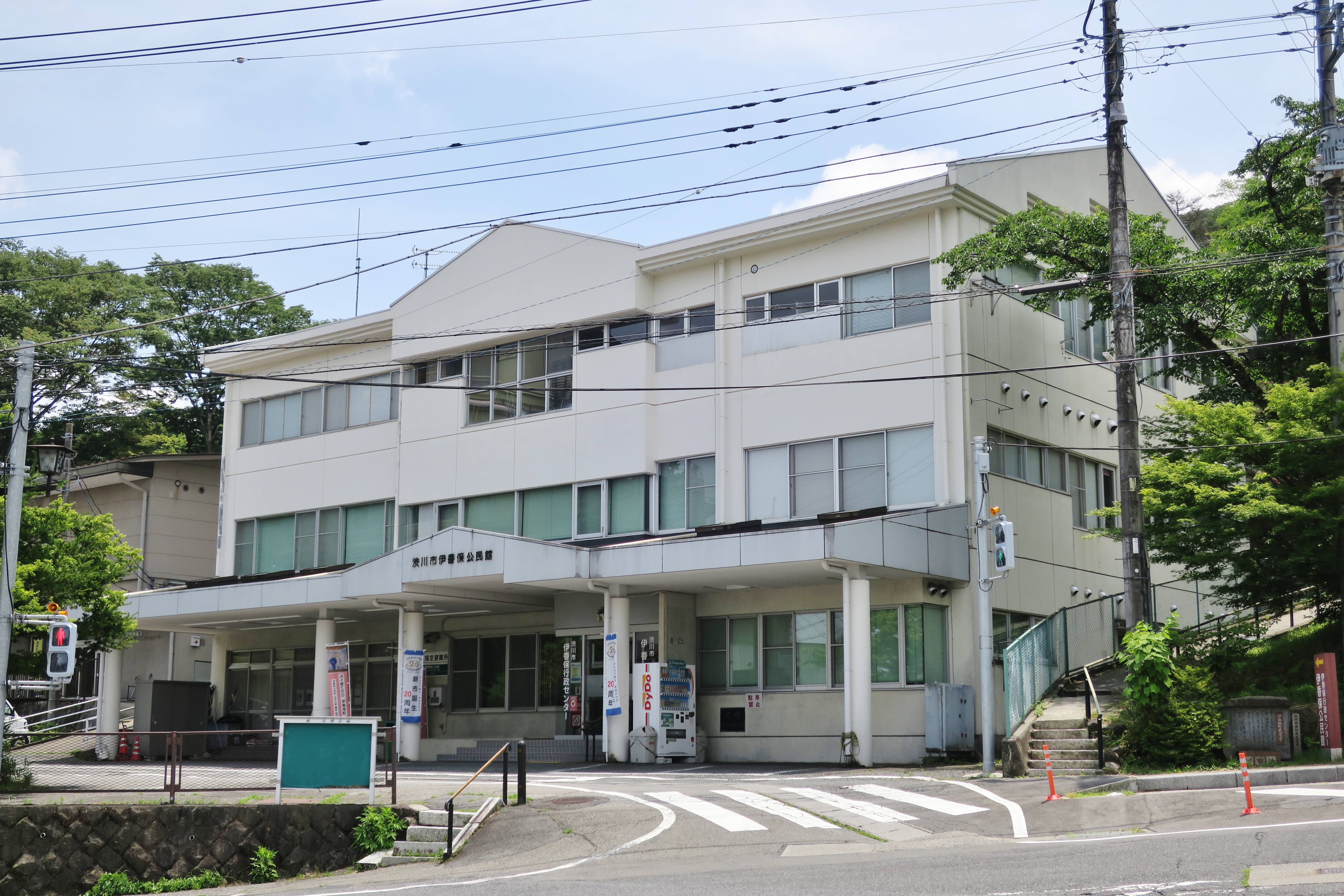
伊香保行政センター

2006年（平成18年）2月20日までの北群馬郡伊香保町にあたる地域であり、合併により渋川市となった地域。

#### 伊香保地区
- 伊香保町伊香保（いかほまち・いかほ）
- 伊香保町水沢（いかほまち・みずさわ）
- 伊香保町湯中子（いかほまち・ゆなかご）

### 赤城地域

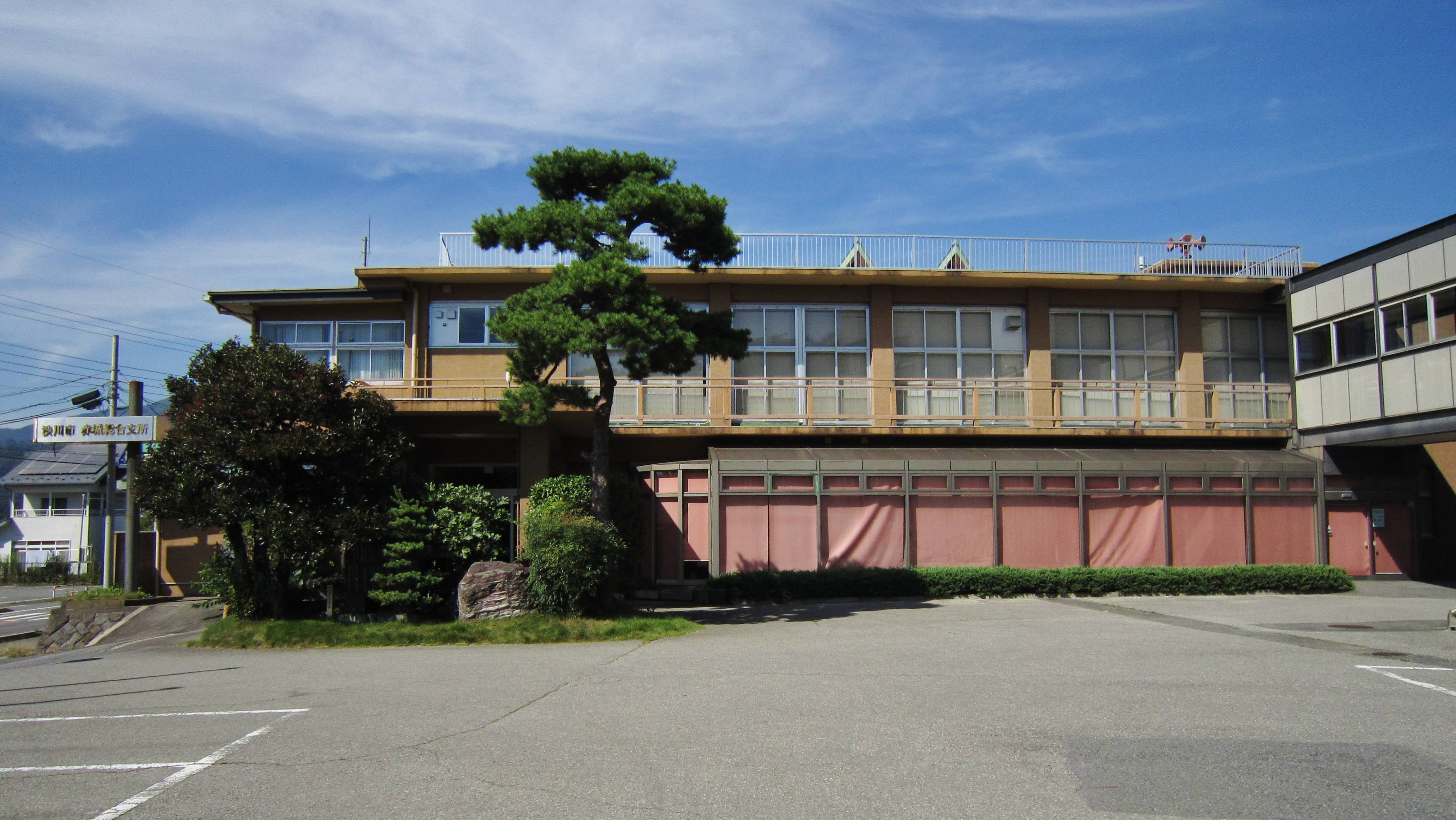
赤城行政センター (旧庁舎)

2006年（平成18年）2月20日までの勢多郡赤城村にあたる地域であり、合併により渋川市となった地域。

#### 敷島地区
1956年（昭和31年）9月1日までの勢多郡敷島村にあたる地域であり、合併により赤城村となった地域。
- 赤城町敷島（あかぎまち・しきしま）
- 赤城町津久田（あかぎまち・つくだ）
- 赤城町長井小川田（あかぎまち・ながいおがわだ）
- 赤城町棚下（あかぎまち・たなした）
- 赤城町深山（あかぎまち・みやま）

#### 横野地区
1956年（昭和31年）9月1日までの勢多郡横野村にあたる地域であり、合併により赤城村となった地域。
- 赤城町勝保沢（あかぎまち・かつほざわ）
- 赤城町上三原田（あかぎまち・かみみはらだ）
- 赤城町北赤城山（あかぎまち・きたあかぎさん）
- 赤城町北上野（あかぎまち・きたうえの）
- 赤城町栄（あかぎまち・さかえ）
- 赤城町滝沢（あかぎまち・たきざわ）
- 赤城町樽（あかぎまち・たる）
- 赤城町溝呂木（あかぎまち・みぞろぎ）
- 赤城町見立（あかぎまち・みたち）
- 赤城町南赤城山（あかぎまち・みなみあかぎさん）
- 赤城町三原田（あかぎまち・みはらだ）
- 赤城町宮田（あかぎまち・みやだ）
- 赤城町持柏木（あかぎまち・もちかしわぎ）

### 北橘地域

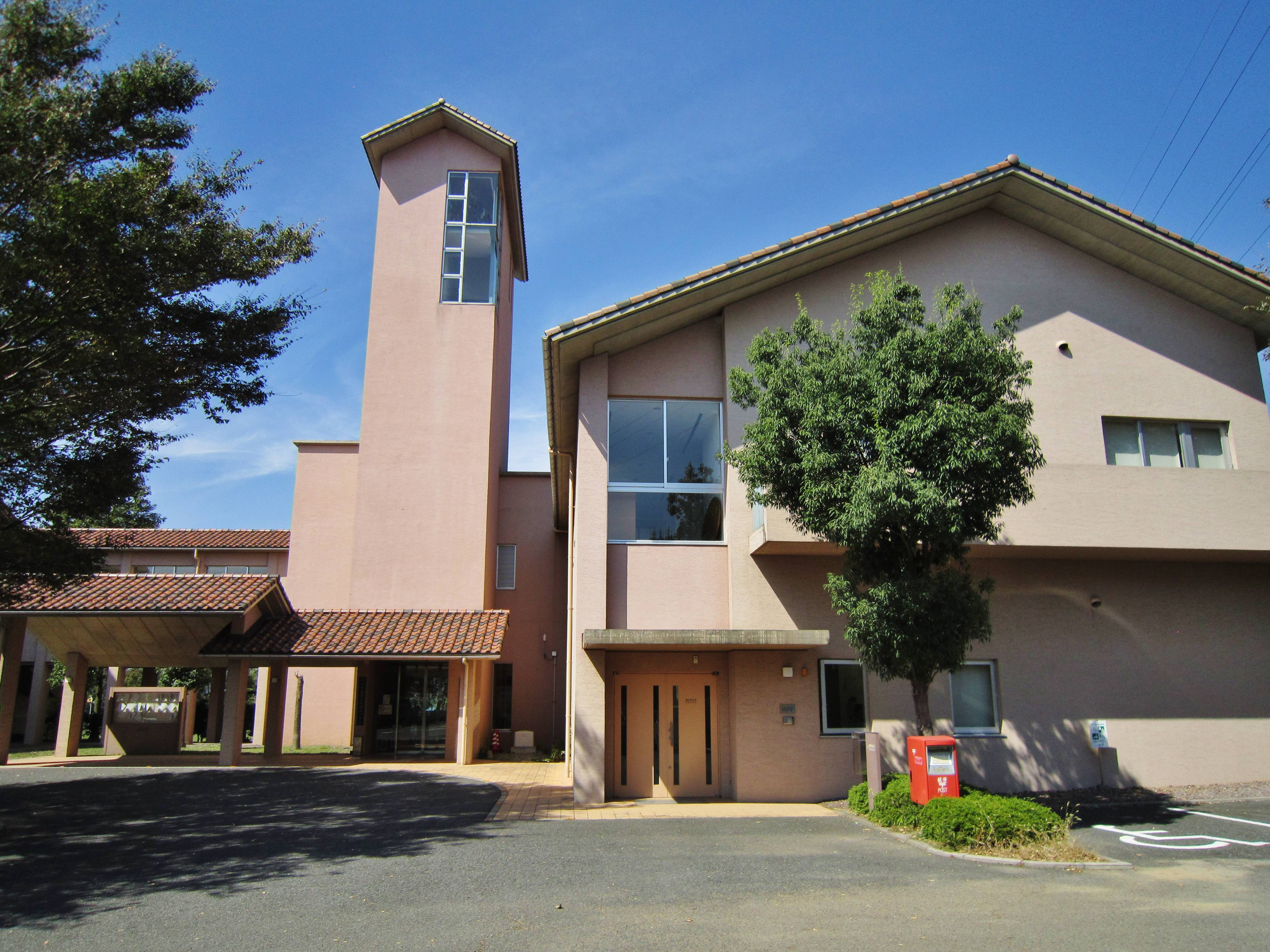
北橘行政センター

2006年（平成18年）2月20日までの勢多郡北橘村にあたる地域であり、合併により渋川市となった地域。

#### 北橘地区
- 北橘町赤城山（ほっきつまち・あかぎさん）
- 北橘町上南室（ほっきつまち・かみなむろ）
- 北橘町小室（ほっきつまち・こむろ）
- 北橘町下南室（ほっきつまち・しもなむろ）
- 北橘町上箱田（ほっきつまち・かみはこだ）
- 北橘町箱田（ほっきつまち・はこだ）
- 北橘町下箱田（ほっきつまち・しもはこだ）
- 北橘町八崎（ほっきつまち・はっさき）
- 北橘町分郷八崎（ほっきつまち・ぶんごうはっさき）
- 北橘町真壁（ほっきつまち・まかべ）

### 子持地域

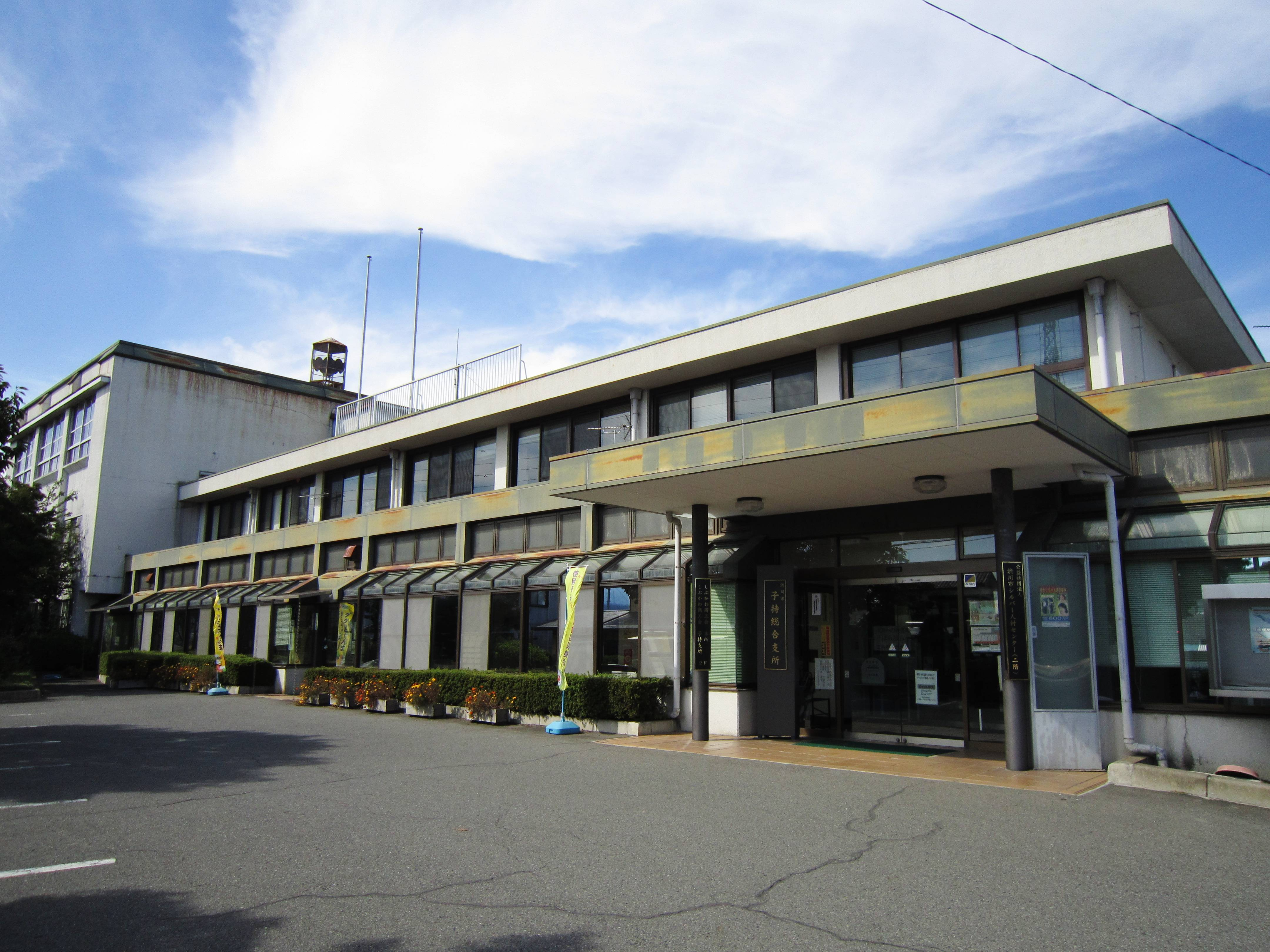
子持行政センター

2006年（平成18年）2月20日までの北群馬郡子持村にあたる地域であり、合併により渋川市となった地域。

#### 長尾地区
1960年（昭和35年）9月1日までの北群馬郡長尾村にあたる地域であり、合併により子持村となった地域。
- 北牧（きたもく）
- 白井（しろい）
- 吹屋（ふきや）
- 横堀（よこぼり）

#### 白郷井地区
1960年（昭和35年）9月1日までの北群馬郡白郷井村にあたる地域であり、合併により子持村となった地域。
- 上白井（かみしろい）
- 中郷（なかごう）

### 小野上地域

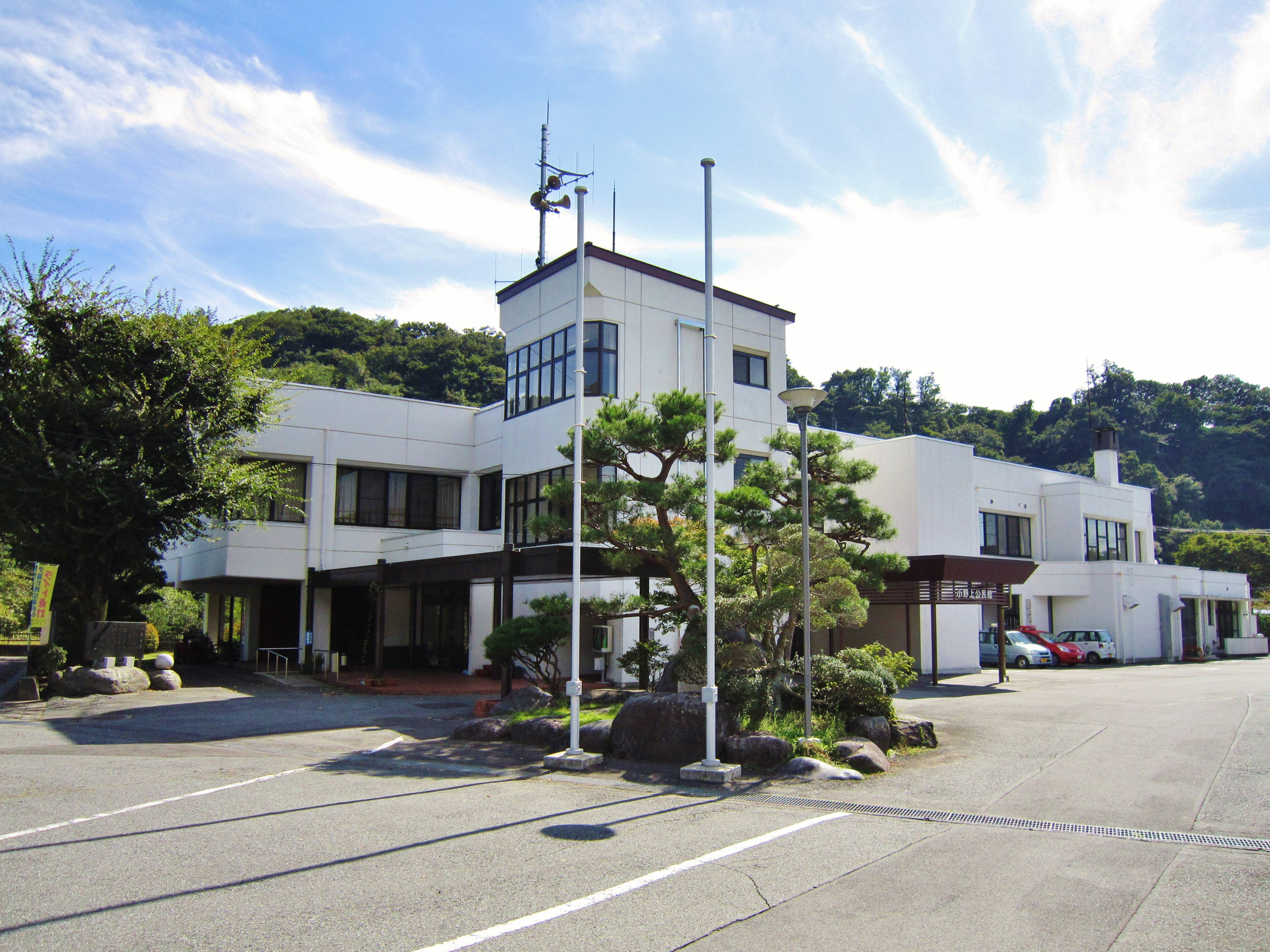
小野上行政センター

2006年（平成18年）2月20日までの北群馬郡小野上村にあたる地域であり、合併により渋川市となった地域。

#### 小野上地区
- 小野子（おのこ）
- 村上（むらかみ）

## 人口
| |                                        |  |
| 渋川市と全国の年齢別人口分布（2005年） | 渋川市の年齢・男女別人口分布（2005年） |  |
| ■紫色 ― 渋川市 ■緑色 ― 日本全国 | ■青色 ― 男性 ■赤色 ― 女性              |  |
| 渋川市（に相当する地域）の人口の推移 \| 1970年（昭和45年） \| 83,756人 \| \| \| 1975年（昭和50年） \| 86,823人 \| \| \| 1980年（昭和55年） \| 88,838人 \| \| \| 1985年（昭和60年） \| 90,052人 \| \| \| 1990年（平成2年） \| 91,094人 \| \| \| 1995年（平成7年） \| 91,162人 \| \| \| 2000年（平成12年） \| 89,795人 \| \| \| 2005年（平成17年） \| 87,469人 \| \| \| 2010年（平成22年） \| 83,330人 \| \| \| 2015年（平成27年） \| 78,391人 \| \| \| 2020年（令和2年） \| 74,581人 \| \| |                                        |  |
| 総務省統計局 国勢調査より |                                        |  |
| 1970年（昭和45年） | 83,756人                               |  |
| 1975年（昭和50年） | 86,823人                               |  |
| 1980年（昭和55年） | 88,838人                               |  |
| 1985年（昭和60年） | 90,052人                               |  |
| 1990年（平成2年） | 91,094人                               |  |
| 1995年（平成7年） | 91,162人                               |  |
| 2000年（平成12年） | 89,795人                               |  |
| 2005年（平成17年） | 87,469人                               |  |
| 2010年（平成22年） | 83,330人                               |  |
| 2015年（平成27年） | 78,391人                               |  |
| 2020年（令和2年） | 74,581人                               |  |

## 行政
- 市長：髙木勉（2017年9月13日就任、2期目）

### 歴代市長
旧渋川市長
| 代 | 氏名     | 就任                      | 退任                      | 備考 |
| -- | -------- | ------------------------- | ------------------------- | ---- |
| 1  | 佐藤力   | 1954年（昭和29年）5月10日 | 1958年（昭和33年）5月9日  |      |
| 2  | 町田三郎 | 1958年（昭和33年）5月10日 | 1966年（昭和41年）5月9日  |      |
| 3  | 石北正司 | 1966年（昭和41年）5月10日 | 1975年（昭和50年）3月4日  |      |
| 4  | 加藤源治 | 1975年（昭和50年）4月27日 | 1981年（昭和56年）4月25日 |      |
| 5  | 登坂秀   | 1981年（昭和56年）5月31日 | 2001年（平成13年）5月30日 |      |
| 6  | 木暮治一 | 2001年（平成13年）5月31日 | 2006年（平成18年）2月19日 |      |

渋川市長
| 代             | 氏名       | 就任日                    | 退任日                    | 備考                       |
| -------------- | ---------- | ------------------------- | ------------------------- | -------------------------- |
| 市長職務執行者 | 永井良一   | 2006年（平成18年）2月20日 | 2006年（平成18年）4月9日  | 旧赤城村長                 |
| 1              | 木暮治一   | 2006年（平成18年）4月9日  | 2009年（平成21年）7月28日 | 旧渋川市長。在職中に死去。 |
| 2              | 阿久津貞司 | 2009年（平成21年）9月13日 | 2017年（平成29年）9月12日 | 旧子持村長                 |
| 3              | 髙木勉     | 2017年（平成29年）9月13日 | 現職                      |                            |

## 議会

### 市議会
定数:18

### 県議会
- 選挙区：渋川市選挙区
- 定数：2名
- 任期：2023年（令和5年）4月30日 - 2027年（令和9年）4月29日[3]

| 議員名     | 会派名       | 備考         |
| ---------- | ------------ | ------------ |
| 金子渡     | つる舞う     | 党籍は無所属 |
| (星名建市) | (自由民主党) | [ 注釈 1 ]   |

### 衆議院
- 任期 ： 2024年（令和6年）10月27日 - 2028年（令和10年）10月26日（「第50回衆議院議員総選挙」参照）

| 選挙区 | 議員名   | 党派名     | 当選回数 | 備考   |
| --- | -------- | ---------- | -------- | ------ |
| 群馬県第5区（渋川市、富岡市、安中市、高崎市〈旧群馬町・箕郷町・榛名町・倉渕村域〉、北群馬郡、甘楽郡、吾妻郡） | 小渕優子 | 自由民主党 | 9        | 選挙区 |

## 警察
- 渋川警察署

## 消防
- 渋川地区広域市町村圏振興整備組合（渋川市、北群馬郡吉岡町・榛東村で構成）
  - 渋川広域消防本部・消防署（渋川市渋川1815-51）
  - 東分署（渋川市赤城町上三原田468-2）※旧勢多郡赤城村
  - 西分署（渋川市伊香保町伊香保558-4）※旧北群馬郡伊香保町
  - 北分署（渋川市北牧158-1）※旧北群馬郡子持村

## 経済

### 産業
- 主な産業
  - 伊香保地区は伊香保温泉を抱え、観光業が盛ん。また、名物に水沢うどんや湯の花まんじゅうがある。
  - 子持地区はこんにゃくが特産品。

また、大同特殊鋼、関東電化工業、デンカ、日本カーリットの工場がある。
- 産業人口

## 姉妹都市・提携都市
渋川市には以下の姉妹都市・友好都市がある（うち2つは旧伊香保町の提携関係を継承したものである）。固有名詞の表記は渋川市サイトに従った。
- アバノテルメ（イタリア・ヴェネト州パドヴァ県）
  - 1993年3月31日 - 旧伊香保町と姉妹都市提携[4][5]

温泉地同士の交流を希望したアバノテルメ市長が友人を介して群馬県に交流先の打診を行い、伊香保町が紹介された。
- ローガン市（オーストラリア・クイーンズランド州）
  - 1996年4月17日 - 友好都市提携[4]

1991年に渋川市からローガン市に中学生を派遣したのを契機として交流が深まる。
- ハワイ郡（アメリカ合衆国ハワイ州）
  - 1997年1月22日 - 旧伊香保町と姉妹都市提携[4][7]

19世紀後半にハワイ王国駐日公使を務めたロバート・W・アルウィンの別邸が伊香保にあった縁。1987年より伊香保とヒロ市との交流が始まる。1992年5月26日、ハワイ郡ワイアケア中学校と伊香保町立伊香保中学校（当時）の間で姉妹校協定締結。
- フォリーニョ（イタリア・ウンブリア州ペルージャ県）
  - 2000年5月23日 - 姉妹都市提携[4][9][10]

「日本のへそ」を自認する渋川市と「イタリアのへそ」（Centro d'Italia）を自負するフォリーニョとの、「へそ」を縁とする関係。1996年、渋川青年会議所がフォリーニョ市の選手を日本のまんなか渋川駅伝に招待、1997年9月にフォリーニョ市が渋川市側をクインターナ祭に招待。以後、イタリア中部地震（1997年）復興支援、全国へそのまちサミット渋川大会へのフォリーニョ市長特別参加（1999年）などを通じ交流を深める。
- ファカタネ（ニュージーランド・ベイ・オブ・プレンティ地方）
  - 2016年11月7日 - 友好都市提携[4][12]

1992年に渋川市からファカタネ市に中学生を派遣したのを契機として交流が深まる。
- 眉難市
  - 2018年7月27日 - 姉妹都市提携[13][14]

テレビアニメ『美男高校地球防衛部シリーズ』の舞台となる架空の都市で、渋川市がモチーフとなっている。架空の市と姉妹都市になる事例は全国的にも珍しいケースである。

## 医療・教育

### 医療
- 主な医療機関
  - 国立病院機構渋川医療センター - 国立病院機構西群馬病院と渋川総合病院を統合
  - 群馬県立小児医療センター

### 教育

#### 小学校
- - 渋川市立渋川北小学校
  - 渋川市立渋川南小学校
  - 渋川市立金島小学校
  - 渋川市立古巻小学校
  - 渋川市立豊秋小学校
  - 渋川市立渋川西小学校
  - 渋川市立伊香保小学校
  - 渋川市立小野上小学校
  - 渋川市立中郷小学校
  - 渋川市立長尾小学校
  - 渋川市立三原田小学校
  - 渋川市立刀川小学校（2017年3月31日廃止、三原田小学校に統合）
  - 渋川市立津久田小学校
  - 渋川市立南雲小学校（2017年3月31日廃止、津久田小学校に統合）
  - 渋川市立橘小学校
  - 渋川市立橘北小学校

#### 中学校
- 渋川市立渋川中学校
- 渋川市立渋川北中学校
- 渋川市立金島中学校
- 渋川市立古巻中学校
- 渋川市立伊香保中学校
- 渋川市立子持中学校
- 渋川市立赤城南中学校
- 渋川市立赤城北中学校
- 渋川市立北橘中学校

##### 廃校
- 渋川市立北橘中学校分校
- 渋川市立豊秋中学校（1962年、渋川市立渋川中学校へ統合）
- 渋川市立小野上中学校（2016年、渋川市立子持中学校へ統合）

#### 高等学校
- 県立
  - 群馬県立渋川高等学校
  - 群馬県立渋川女子高等学校
  - 群馬県立渋川工業高等学校
  - 群馬県立渋川青翠高等学校

#### 特別支援学校
- 群馬県立渋川特別支援学校
- 群馬県立赤城特別支援学校小児医療センター校

#### 専門学校
- 群馬パース大学福祉専門学校

### 社会教育
- 図書館
  - 渋川市立図書館

- 美術館
  - 渋川市美術館・桑原巨守彫刻美術館（しぶかわしびじゅつかん・くわはらひろもりびじゅつかん）
渋川市役所第二庁舎内にある市立美術館。群馬県沼田市出身の桑原巨守の彫刻作品を常設展示している。
  - 伊香保システィーナ美術館（閉館）
トリックアートを展示する私立美術館。
  - 群馬ガラス工芸美術館
アールヌーボーのガラス工芸を展示する私立美術館。
  - ハラミュージアムアーク
原美術館（東京都品川区）の分館であり、伊香保グリーン牧場内にある現代美術を展示する私立美術館。

## 交通

### 鉄道
渋川駅は市の中心部に位置するだけでなく、上越線から吾妻線の分岐する交通の要地である。伊香保温泉への入り口駅の一つでもあり、全ての昼行特急列車が停車する。
東日本旅客鉄道（JR東日本）
■上越線
- - 八木原駅 - 渋川駅 - 敷島駅 - 津久田駅 -

■吾妻線
- 渋川駅 - 金島駅 - 祖母島駅 - 小野上駅 - 小野上温泉駅 -

### ロープウェイ
- 渋川市
  - 伊香保ロープウェイ：不如帰駅 - 見晴駅

### バス

#### 路線バス
- 関越交通
- 日本中央バス
- 群馬バス
- 渋川タウンバス （関越交通、日本中央バスに委託）
- 伊香保タウンバス

※かつては旧北橘村の村営バスが渋川市営として引き継がれたが、こちらも日本中央バスに委託された。榛東、箕郷方面の路線はかつて群北第一交通が運営していた（現在は群馬バスに移管）。

#### 高速バス
当市内を発着する高速バスは、渋川駅と伊香保温泉（一部路線はいずれか片方のみ）を発着している。
- 上州ゆめぐり号／東京ゆめぐり号（上野駅・東京駅JR高速バスターミナル・バスタ新宿～渋川駅・伊香保温泉・中之条駅入口・草津温泉）（JRバス関東が運行）
- 四万温泉号（東雲車庫・東京駅八重洲通り・川越駅西口～渋川駅・中之条駅入口・四万温泉）（関越交通が運行）
- 吉祥寺～草津温泉線（吉祥寺駅北口～渋川駅・中之条駅入口・草津温泉）（関越交通・関東バスが運行）
- 伊香保四万温泉号羽田線（羽田エアポートガーデン・東京駅JRバスターミナル～渋川駅・伊香保温泉・中之条駅入口・四万温泉）（関越交通が運行）
- ゆめぐり埼玉号（加須駅北口・行田市駅南口・熊谷駅南口〜伊香保温泉・草津温泉）（秩父鉄道観光バスがJRバス関東アライアンスで運行）[15]。
- ゆめぐり八王子線（京王八王子駅・JR八王子駅北口～渋川駅・伊香保温泉・草津温泉）（群馬バスがJRバス関東アライアンスで、西東京バスと共同運行）

### 道路
- 高速道路
  - 関越自動車道：渋川伊香保IC - 赤城IC
- 国道
  - 国道17号
  - 国道291号
  - 国道353号
- 群馬県道（主要地方道）
  - 群馬県道15号前橋伊香保線
  - 群馬県道25号高崎渋川線
  - 群馬県道26号高崎安中渋川線（八木原停車場線、八木原停車場小倉線重複）
  - 群馬県道33号渋川松井田線
  - 群馬県道34号渋川大胡線
  - 群馬県道35号渋川東吾妻線
  - 群馬県道36号渋川下新田線
  - 群馬県道70号大間々上白井線
- 群馬県道（一般県道）
  - 群馬県道151号津久田停車場前橋線
  - 群馬県道153号水沢足門線
  - 群馬県道155号伊香保村上線
  - 群馬県道156号分郷八崎寄居線
  - 群馬県道157号赤城山敷島停車場線
  - 群馬県道158号宮田吹屋線
  - 群馬県道159号持柏木寄居線
  - 群馬県道160号下箱田岩上線
  - 群馬県道164号渋川吉岡線
  - 群馬県道255号下久屋渋川線

## 名所・旧跡・観光スポット

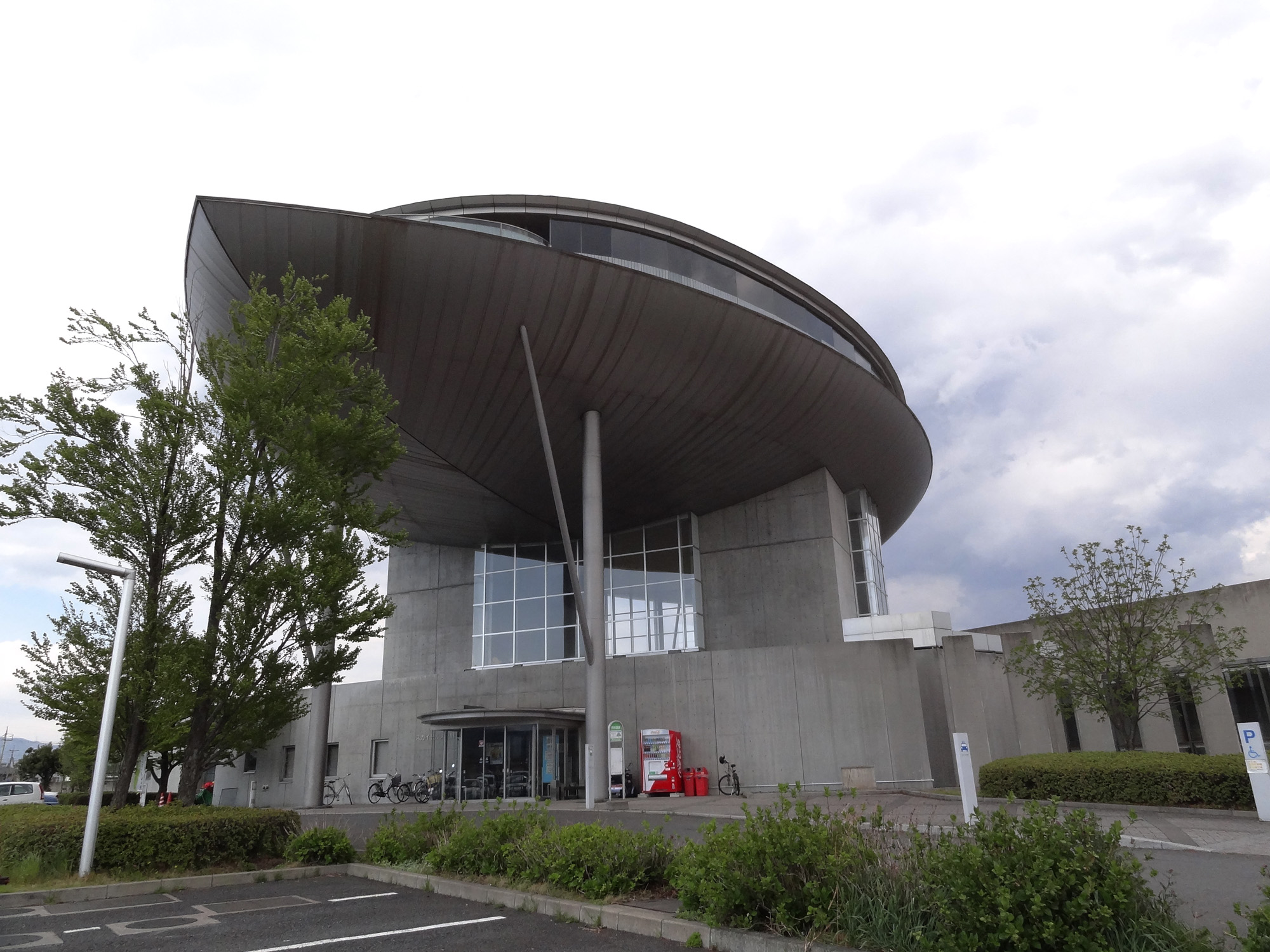
スカイテルメ渋川

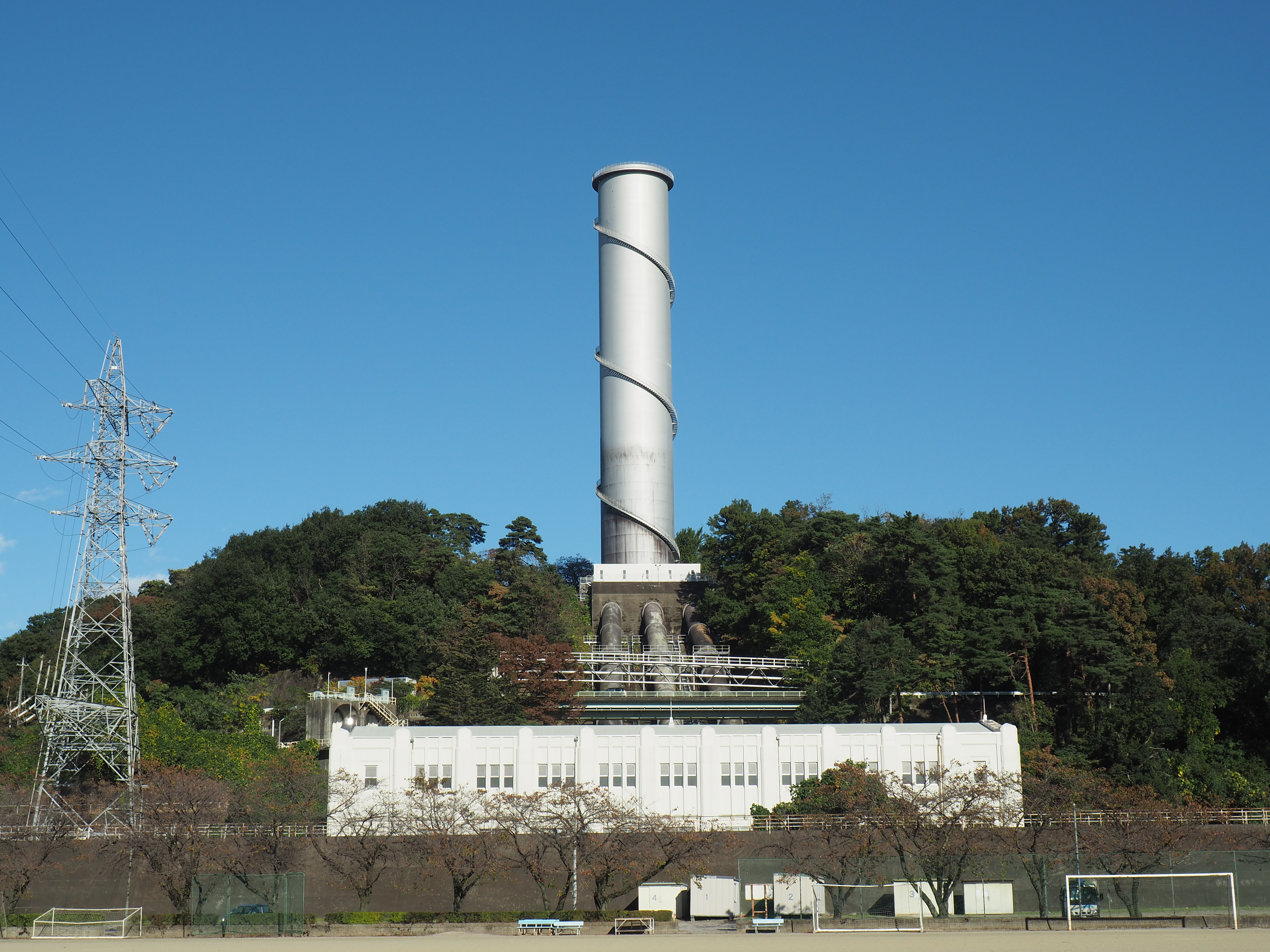
佐久発電所

### レジャー
- 伊香保温泉
- 小野上温泉
- 敷島温泉
- 北橘温泉
- 渋川スカイランドパーク
- スカイテルメ渋川
- 伊香保グリーン牧場
- 愛宕山ふるさと公園
- 日本シャンソン館（館長はシャンソン歌手の芦野宏）
- 五徳山無量寿院水沢寺（水沢観音） - 坂東三十三箇所16番札所
- 臨済宗 　佛光山法水寺 - 2018年4月21日に落成（建立）した台湾の仏教の宗派である臨済宗の寺院（佛光山寺）。
- 竹久夢二伊香保記念館
- 徳富蘆花記念文学館
- 保科美術館
- 水沢うどん
- 佐久発電所（桜の名所）
- 赤城自然園

### 旧跡
- 中筋遺跡
- 白井宿
- 白井城（県指定史跡）

### 道の駅
- 道の駅こもち
- 道の駅おのこ

### 上毛かるた関連
- 伊香保石段街
- 伊香保神社
- 御関所（関所跡）
- 徳富蘆花記念文学館

## 祭事・催事
- 伊香保石段ひなまつり
- 1000人ROCK FES.GUNMA（毎年5月下旬 - 6月上旬）
- 小野池あじさいまつり
- 渋川へそ祭り（7月第4金曜・土曜日）
- 渋川山車まつり（隔年の8月中旬）
- 行幸田そばまつり
- 伊香保まつり（毎年9月18日から20日）
- 上三原田歌舞伎

## 著名な出身者

### あ行
- 浅野文直 - 川崎市議会議員
- 飯塚健 - 映画監督
- 一倉宏 - コピーライター、作詞家
- 今井善一郎 - 民俗学研究家
- 生方ななえ - ファッションモデル

### か行
- 狩野恵輔 - 野球選手
- 木暮剛平 - 電通社長・会長
- 木暮武太夫 (1893年生の政治家) - 衆議院議員、参議院議員、運輸大臣、木暮旅館主
- 木暮武太夫 (1860年生の政治家) - 衆議院議員。上記木暮武太夫の実父。
- 後藤駿太 - 野球選手

### さ行
- 佐藤次郎 - 元テニス選手
- 三遊亭ぐんま ‐ 落語家
- 篠田幸希 - 競輪選手
- 篠原秀典 - ソフトテニス選手
- 渋川清彦 - 俳優
- 清水博正 - 演歌歌手（盲目）
- 曽根中生 - 映画監督

### た行
- 高橋正直 - 馬場馬術選手
- 田村雄三 - サッカー選手
- チョコボール向井 - 元AV男優、元プロレスラー
- 角田義一 - 参議院議員、参議院副議長、法務政務次官。旧赤城村出身
- 角田柳作 - 日本文化研究者・教育者。コロンビア大学に「日本文化研究所」を創設。ドナルド・キーンは教え子。
- 登坂恵里香 - 脚本家、漫画原作者
- 都丸紗也華 - グラビアアイドル、女優
- 都丸亜華梨 - グラビアアイドル、タレント

### は行
- 平方亨 - 陸上競技選手
- 藤岡貴裕 - 野球選手
- 穂刈恒一 - 常盤堂雷おこし本舗元社長

### ま行
- 森田素夫 - 小説家

### や行
- 山口寒水 - 小説家

### ら行
- ロック岩崎 - 航空自衛官、曲技飛行のパイロット

## 渋川市を舞台とした作品
- ねこむすめ道草日記 （2008年-）（作中のメインとなる舞台、渋垣市は渋川市がモデルとなっている。）
- 頭文字D（1995年-2013年）(劇中に登場する秋名山は榛名山がモデルである。)
- 美男高校地球防衛部LOVE!（2015年-）（作中の舞台である眉難市は、渋川市および伊香保温泉がモデルとなっている。）
- 美男高校地球防衛部HAPPY KISS!（2018年-）